# Józsa Ladányi
Józsa Ladányi (geboren 1. Mai 1898 in Debrecen; gestorben 14. September 1985 ebenda) war eine ungarische Chirurgin.

## Leben
Józsa Ladányi war Tochter eines k.k. Offiziers. Bis 1936 hieß sie Josepha Lusztig. Sie studierte an der traditionsreichen Universität Debrecen (gegr. 1538) Medizin und durchlief dort die chirurgische Ausbildung. Seit 1926 Fachärztin für Chirurgie, wurde sie Dozentin und a.o. Professorin (1935). Die für eine Frau damals ungewöhnliche Karriere endete 1940 mit der Judenverfolgung des kollaborativen Regimes von Miklós Horthy. Sie verlor ihre Stellung und wurde 1944 bei der deutschen Besetzung Ungarns von der Geheimen Staatspolizei verhaftet und mit Familienangehörigen in das KZ Mauthausen verschleppt. Ein Außeneinsatz im niederösterreichischen Mistelbach an der Zaya rettete ihr wohl das Leben; mit ihrer Mutter und ihrem Bruder überstand sie die Lagerhaft. Sie konnte nach Kriegsende an ihre alte Klinik zurückkehren, wieder Professorin werden und sich in der Kinderchirurgie spezialisieren. Internationale Anerkennung fand sie auch als Struma-Expertin, in der plastischen und Replantationschirurgie und als Pionierin der Oberbauchchirurgie (Gallenwege, Bauchspeicheldrüse). In Ungarn hatte sie 1934 die erste Duodenektomie (Entfernung des Zwölffingerdarms) durchgeführt. Die Universität Debrecen richtete ihr eine zweite chirurgische Klinik mit Lehrstuhl ein. Sie engagierte sich in zahlreichen Gesundheits- und Sozialausschüssen und war 1962–1965 Vizerektorin der Universität. Hochgeehrt und 1970 emeritiert, starb sie mit 87 Jahren. Beerdigt ist sie auf dem israelitischen Friedhof von Debrecen.

## Mitgliedschaften
- Ungarische Chirurgenvereinigung
- Deutsche Gesellschaft für Chirurgie
- Österreichische Gesellschaft für Chirurgie
- Société internationale de chirurgie